# Yusif İmanov
Yusif Bəhruz oğlu İmanov (27 settembre 2002) è un calciatore azero, portiere del Sabah e della nazionale azera.

## Carriera

### Club
Cresciuto nel settore giovanile del Sabah, debutta in prima squadra il 19 marzo 2022, in occasione dell'incontro di Premyer Liqası vinto per 1-0 contro il Səbail.

### Nazionale
Nel 2022 ha giocato una partita con la nazionale azera Under-21.
Il 24 marzo 2023 ha esordito con la nazionale maggiore azera, disputando l'incontro perso per 4-1 contro l'Austria, valido per le qualificazioni al campionato europeo di calcio 2024.

## Statistiche

### Presenze e reti nei club
Statistiche aggiornate al 25 marzo 2023.
| Stagione        | Squadra         | Campionato      | Campionato | Campionato | Coppe nazionali | Coppe nazionali | Coppe nazionali | Coppe continentali | Coppe continentali | Coppe continentali | Altre coppe | Altre coppe | Altre coppe | Totale | Totale |
| Stagione        | Squadra         | Comp            | Pres       | Reti       | Comp            | Pres            | Reti            | Comp               | Pres               | Reti               | Comp        | Pres        | Reti        | Pres   | Reti   |
| --------------- | --------------- | --------------- | ---------- | ---------- | --------------- | --------------- | --------------- | ------------------ | ------------------ | ------------------ | ----------- | ----------- | ----------- | ------ | ------ |
| 2021-2022       | Sabah           | PL              | 8          | -6         | CA              | -               | -               |                    | -                  | -                  |             | -           | -           | 8      | -6     |
| 2022-2023       | Sabah           | PL              | 27         | -18        | CA              | 2               | -4              |                    | -                  | -                  |             | -           | -           | 29     | -22    |
| Totale Sabah    | Totale Sabah    | Totale Sabah    | 35         | -24        |                 | 2               | -4              |                    | -                  | -                  |             | -           | -           | 37     | -28    |
| Totale carriera | Totale carriera | Totale carriera | 35         | -24        |                 | 2               | -4              |                    | -                  | -                  |             | -           | -           | 37     | -28    |

### Cronologia presenze e reti in nazionale
| Cronologia completa delle presenze e delle reti in nazionale ― Azerbaigian | Cronologia completa delle presenze e delle reti in nazionale ― Azerbaigian | Cronologia completa delle presenze e delle reti in nazionale ― Azerbaigian | Cronologia completa delle presenze e delle reti in nazionale ― Azerbaigian | Cronologia completa delle presenze e delle reti in nazionale ― Azerbaigian | Cronologia completa delle presenze e delle reti in nazionale ― Azerbaigian | Cronologia completa delle presenze e delle reti in nazionale ― Azerbaigian | Cronologia completa delle presenze e delle reti in nazionale ― Azerbaigian |
| Data                                                                       | Città                                                                      | In casa                                                                    | Risultato                                                                  | Ospiti                                                                     | Competizione                                                               | Reti                                                                       | Note                                                                       |
| -------------------------------------------------------------------------- | -------------------------------------------------------------------------- | -------------------------------------------------------------------------- | -------------------------------------------------------------------------- | -------------------------------------------------------------------------- | -------------------------------------------------------------------------- | -------------------------------------------------------------------------- | -------------------------------------------------------------------------- |
| 24-3-2023                                                                  | Linz                                                                       | Austria                                                                    | 4 – 1                                                                      | Azerbaigian                                                                | Qual. Euro 2024                                                            | -                                                                          |                                                                            |
| Totale                                                                     |                                                                            | Presenze                                                                   | 1                                                                          |                                                                            | Reti                                                                       | -4                                                                         |                                                                            |

## Palmarès

### Club

#### Competizioni nazionali
- Coppa d'Azerbaigian: 1

Sabah: 2024-2025